# Tomás de Zumalacárregui

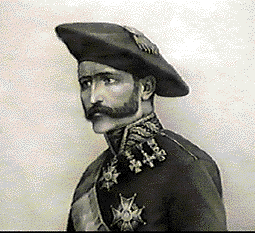
Foto di Tomás de Zumalacárregui in abiti militari.

Tomás de Zumalacárregui e Imaz, o Tomas Zumalakarregi Imatz secondo la grafia basca moderna, noto anche con lo pseudonimo di Tío Tomás (Ormaiztegi, 29 dicembre 1788 – Zegama, 24 giugno 1835), è stato un generale spagnolo di origine basca. È particolarmente importante per essere stato uno dei generali più importanti dell'esercito fedele a Carlos María Isidro durante la Prima Guerra Carlista.

## Biografia
Nasce a Ormáiztegui, una piccola comunità agricola di Gipuzkoa, da una famiglia di origini medio-alte. Penultimo di undici fratelli, rimane orfano di padre all'età di quattro anni per poi trasferirsi con la madre e i fratelli in una casa di Iriarte-Erdikoa (oggi Museo Zumalakarregi in suo onore) dove realizzerà gli studi elementari e gli studi di latino. Nel 1801 la madre lo invierà a Idiazábal dove comincerà le sue "pratiche da scrivano".

### Guerra d'Indipendenza e carriera militare
Allo scoppio dell'invasione da parte delle truppe francesi di Napoleone, nel 1808, Zumalacárregui si iscrive nell'esercito a difesa della città di Saragozza, prendendo parte ai due assedi della città e alla battaglia di Tudela. Viene fatto prigioniero dalle truppe francesi durante il secondo assedio, riuscendo poi a scappare per rifugiarsi nella sua città natale. Dopo un breve periodo passato a nascondersi dalle truppe francesi, si unisce a un gruppo miliziani guidato da Gaspar de Jáuregui per combattere, nel territorio del Paese Basco e di Navarra, la guerra d'indipendenza. In questa situazione diventa ben presto segretario del comandante delle milizie e partecipa a vari scontri armati a Azpíroz, Oyarzun e Santa Cruz de Campezo.
Con l'arrivo degli eserciti spagnoli, nel 1811, entra a far parte del settimo regimento dei corpi regolari dell'esercito spagnolo, sotto il comando di Gabriel de Mendizábal, dove diventa prima tenente e, poi, ufficiale. Nel 1812 viene nominato capitano e, agli ordini del generale Freire, prende parte alla Battaglia di San Marcial, il 31 agosto 1813.

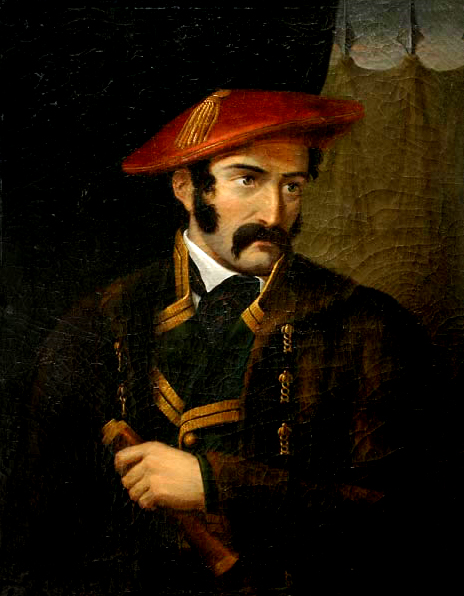
Tomás de Zumalacárregui (1836), ritratto di Adolphe Jean-Baptiste Bayot.

Finita la guerra, rimane in Spagna dove non simpatizza con le idee liberali che stanno prendendo sempre più piede nella società, indicandosi come un difensore della monarchia assoluta, creandosi molti nemici fra le parti dell'esercito più liberale che, nel 1820, chiesero la sua destituzione dal comando. Nel 1823, con la restaurazione al trono di Ferdinando VII entra a far parte della commissione militare per la repressione dei delitti politici, venendo promosso al grado di colonnello nel 1829. Nel 1832 viene nominato governatore militare di Ferrol.

### La prima guerra carlista e la morte
Alla morte del re Ferdinando VII il 29 settembre 1833 e dopo l'incoronazione di Isabella II, scappa a Pamplona dove si unisce alle truppe leali a Carlos María Isidro, fratello del re e difensore delle idee assolutiste con forti pretese al trono. Verrà quindi eletto a Estella, il 14 novembre 1833, come capo delle truppe carliste. Decise quindi di organizzare, conscio della sua inferiorità numerica e di armamenti, una serie di attacchi di guerriglia montana e di sabotaggio basandosi sulle tattiche che aveva usato contro le truppe napoleoniche pochi anni prima.
Dopo una serie di vittorie promettenti a Logroño, Cenicero e Álava, una sola sconfitta nella prima battaglia di Arquijas, e una vittoria trionfale contro le truppe cristine nell'aprile 1835, riceve l'ordine diretto da Carlos María Isidro di prendere il comando delle truppe stanziate vicino a Bilbao con il fine di assediare la città. Malgrado le prime negative, accetta l'ordine e comincia l'assedio di Bilbao nel giugno 1835.
L'assedio, che si aprì con la vittoria delle truppe carliste di Zumalacárregui contro le truppe cristine del generale Baldomero Espartero, l'assedio si rivelò essere l'ultima battaglia del generale basco: dopo il quindicesimo giorno d'assedio, Zumalacárregui verrà colpito da un proiettile vagante ad una gamba
.
Viene trasportato rapidamente a Cegama, dove morirà il 24 giugno dello stesso anno si setticemia.